# Подцитоња (Фојница)
Подцитоња је насељено место у Босни и Херцеговини у општини Фојница. Административно припада Федерацији Босне и Херцеговине, односно њеном Средњобосанском кантону. Према попису становништва из 2013. у насељу је било 115 становника, а већинску популацију чинили су Хрвати.

## Становништво
По последњем службеном попису становништва из 2013. године у овом насељу живело је 115 становника, а село је било етнички хомогено са већинском хрватском популацијом.
| Националност | 2013. | 1991.        | 1981.       | 1971.       |
| Хрвати       | —     | 128 (90,14%) | 94 (100,0%) | 74 (97,37%) |
| Срби         | —     | 1 (0,70%)    | (%)         | (%)         |
| Југословени  | —     | 6 (4,22%)    | 0           | 0           |
| остали       | —     | 7 (4,93%)    | 0           | 2 (2,63%)   |
| Укупно       | 115   | 142          | 94          | 76          |